# Philip af Slesvig-Holsten-Sønderborg-Glücksborg
Philip, hertug af Slesvig-Holsten-Sønderborg-Glücksborg (tysk: Philipp; født 15. marts 1584, død 27. september 1663) var en af de mange afdelte sønderborgske hertuger. Han var første hertug af Slesvig-Holsten-Sønderborg-Glücksborg fra 1622 til 1663.
Han var søn af Hertug Hans den Yngre af Slesvig-Holsten-Sønderborg. Ved arvedelingen efter faderens død i 1622 arvede han området omkring Glücksborg i Angel. Han blev efterfulgt som hertug af sin søn Christian.

## Biografi
Philip blev født den 15. marts 1584 på Sønderborg Slot som trettende barn og syvende søn af Hertug Hans den Yngre af Slesvig-Holsten-Sønderborg i hans første ægteskab med Elisabeth af Braunschweig-Grubenhagen. Hans den Yngre var en yngre søn af Kong Christian 3., der i 1564 ved arvedelingen efter faderens død havde fået tildelt nogle mindre dele af hertugdømmerne Slesvig og Holsten: Als, Sundeved, Ærø og Plön. Stænderne nægtede imidlertid at hylde og anerkende hertug Hans som regerende hertug på linje med sin bror Frederik 2. og onkler Hans den Ældre og Adolf. Hans den Yngre havde dermed ikke andel i hertugdømmernes fælles regering og blev derfor betegnet som afdelt hertug.
Philip studerede ved Universitetet i Tübingen, rejste i Italien og deltog i Christian 4.'s følge ved dennes indtog i Hamborg i oktober 1603. Herefter opholdt han sig ved det danske hof, hvor han var hofjunker fra 1609 til 1611 og deltog i Kalmarkrigen.
Ved arvedelingen efter faderens død i 1622 arvede han området omkring Glücksborg i Angel samt en række områder i Sundeved. Ligesom sin far var han en ivrig godssamler, der arbejde på at udvide sine besiddelser ved at opkøbe godser og oprette hovedgårde. Da hans storebror, Hertug Hans Adolf af Slesvig-Holsten-Sønderborg-Nordborg døde, arvede han byen Ærøskøbing og en række godser på Ærø. Han var en streng godsejer og blev involveret i flere retsstridigheder med sine brødre.
Hertug Philip døde den 27. september 1663 på Glücksborg Slot. Han blev efterfulgt i sine besiddelser af sin søn Hertug Christian.

## Ægteskab og børn
Den 23. maj 1624 giftede han sig med Sophie Hedvig af Sachsen-Lauenburg (1601–1660), datter af Hertug Frans 2. af Sachsen-Lauenburg. Parret havde følgende børn:
- Hans (23. juli 1625 – 4. december 1640)
- Frans (20. august 1626 – 3. august 1651)
- Christian (19. juni 1627 – 17. november 1698)

∞ Sybille Ursula af Braunschweig-Wolfenbüttel
∞ Agnes Hedvig af Slesvig-Holsten-Sønderborg-Plön
- Maria Elisabeth (1628–1664)

∞ Georg Albrecht af Brandenburg-Kulmbach
- Karl Albrecht (11. september 1629 – 26. november 1631)
- Sophie Hedvig (7. oktober 1630 – 27. september 1652)

∞ Hertug Moritz 1. af Sachsen-Zeitz
- Adolf (21. oktober 1631 – 7. februar 1658)
- Augusta (27. juni 1633 – 26. maj 1701)

∞ Hertug Ernst Günther 1. af Slesvig-Holsten-Sønderborg-Augustenborg
- Christine (22. september 1634 – 20. maj 1701)

∞ Hertug Christian 1. af Sachsen-Merseburg
- Dorothea Sophie (28. september 1636 – 6. august 1691)

∞ Hertug Christian Ludvig af Braunschweig-Lüneburg
∞ Kurfyrst Frederik Vilhelm 1. af Brandenburg
- Magdalene (27. februar 1639 – 21. marts 1640)
- Hedvig (21. marts 1640 – 31. januar 1671)
- Anne Sabine (10. oktober 1641 – 20. juli 1642)
- Anne (14. januar 1643 – 24. februar 1644)

## Eksterne links
- Hans den Yngres efterkommere